# Yamamoto Kazuhito
Kazuhito Yamamoto (sinh ngày 28 tháng 7 năm 1973) là một cầu thủ bóng đá người Nhật Bản.

## Sự nghiệp câu lạc bộ
Kazuhito Yamamoto đã từng chơi cho Nagoya Grampus Eight.